# Acletoxenus formosus
Acletoxenus formosus is een vliegensoort uit de familie van de fruitvliegen (Drosophilidae). De wetenschappelijke naam van de soort werd voor het eerst geldig gepubliceerd in 1864 door Hermann Loew.